# Les Malheurs de Heidi
Pour les articles homonymes, voir Heidi.
Pour plus de détails, voir Fiche technique et Distribution.
Les Malheurs de Heidi (Heidi's Song) est un long métrage d'animation musical américain sorti en 1982, produit par Hanna-Barbera. Le film est tiré du roman Heidi par Johanna Spyri. Parmi la distribution originale, on compte Lorne Greene dans le rôle du Grand-Père, Margery Gris dans celui de Heidi et Sammy Davis Jr qui joue le Roi des rats. C'est l'un des quatre films de Hanna-Barbera sans leurs personnages récurrents (avec Le Petit Monde de Charlotte, C.H.O.M.P.S., et Le Voyage d'Edgar dans la forêt magique).

## Synopsis
Une orpheline du nom de Heidi est envoyée vivre avec son grand-père paternel par sa tante maternelle Deta, qui s'est occupée de Heidi depuis qu'elle était bébé. Son grand-père s'énerve tout d'abord de sa présence parce qu'elle interfère dans sa routine. Mais quand il se fait mal à la jambe, Heidi le soigne, et un lien d'affection se créé. Heidi rencontre le jeune chevrier Pierre et l'accompagne souvent aux pâturages dans la montagne Suisse.
Un jour, cependant, Deta revient pour reprendre Heidi, en disant qu'une riche famille de Francfort, en Allemagne, souhaite qu'elle vive avec eux. Le grand-père de Heidi la laisse s'en aller à contrecœur.
Heidi arrive à la maison à Francfort, où elle apprend qu'elle est censée devenir le compagnon d'une riche handicapée nommée Clara. La gouvernante de celle-ci, Fräulein Rottenmeier, désapprouve les manières simples de Heidi qui ne reste qu'au prix de l'insistance de Clara. Heidi lui offre un panier de chatons, et lorsque Rottenmeier le découvre, elle l'enferme dans le sous-sol avec les rats.
Pierre et les animaux de la campagne volent au secours de Heidi. Avec Clara, ils se rendent à Wunderhorn sans en parler à Rottenmeier. Le père de Clara, de retour à Francfort après un voyage d'affaires, se met en colère de voir que sa fille a disparu. Aussitôt, il part pour Wunderhorn, et cette fois Rottenmeier et le majordome Sebastian profiter de l'occasion pour s'enfuir.
Les trois enfants arrivent jusqu'à la montagne, mais Clara s'arrête à mi-chemin afin que Heidi puisse poursuivre son chemin sans pousser son fauteuil roulant. Heidi est joyeusement réunie avec son grand-père. Mais à flanc de montagne, le chaton de Clara, Beauminet, est attaqué par un faucon. Clara rampe hors de son fauteuil roulant et utilise un bâton pour combattre le faucon. Elle découvre alors qu'elle est en mesure de marcher. Le père de Clara arrive et, ensemble, ils célèbrent sa guérison et le retour de Heidi.

## Fiche technique
- Producteur Associé : Iwao Takamoto
- Superviseur De Production : Jayne Barbera
- Enregistrement Original : Richard Olson
- Planification : L'Art Scott
- Supervision montage : Larry C. Cowan, Pat Foley
- Montage : Greg Watson
- Directeurs Artistiques : Ed Aardal, Robert Alvarez, Frank Andrina A, Colin Baker, Ed Barge, Gabor Csupo, Charlie Bas, Lee Dyer, Volus Jones, George Kreisl, Fred Moore, George Nicholas, Ed Parcs, Ne Patterson, Ray Patterson, Irv Spence, Cecil Surry, Paul Terry, Carl Urbano, Carlo Vinci, Allen Wilzbach, Allen Wilzbach, James T. Walker, John Walker, Xenia, Woody Yocum
- Directeur Artistique Assistant : Vanessa Coffey
- Graphisme : Xavier Atencio, Don Foster, Don Hahn, T. Hee, John Jensen, Bill Justice, Volus Jones, George Kreisl, Rudy Larriva, Fred Moore, Art Stevens
- Conception de maquette : Ed Aardal, Frank Andrina A, Colin Baker, Ed Barge, Rudy Caldwell, Charlie Bas, Hugh Fraser, Bob Goe, Harry Holt, Volus Jones, George Kreisl, Rudy Larriva, Gary Mooney, Bill Nunes, Bob Orrantia, Ed Parcs, Ne Patterson, Ray Patterson, George Rowley, Cecil Surry, Harvye Toombs, Dick Ung, Frans Vischer, Wendell Rondelle, Alan Young, Hans Zimmer
- Storyboard : Ed Aardal, Robert Alvarez, Hal Ambro, Frank Andrina A, Colin Baker, Ed Barge, Carl Bell, Lee Dyer, Hugh Fraser, George Germanetti, Bob Goe, Harry Holt, John Jensen, Patricia Joie, George Kreisl, Rudy Larriva, Fred Moore, Ken Muse, Le Bill Nunes, Bob Orrantia, Ed Parcs, Ne Patterson, Ray Patterson, Bill Peet, George Rowley, Le Cri De L'Été, Art Stevens, Harvey Toombs, Carl Urbano, Frans Vischer, Wendell Rondelle, Xenia, Woody Yocum, Alan Young, Alan Zaslove, Mark Zaslove
- Chargé de Production : Les Goldman
- Supervising Animation Directors : John Jensen, George Kreisl, Rudy Larriva, Ed Love, Tony Love, Ken Muse, George Nicholas, Bob Orrantia, Ed Parks, Don Patterson, Ray Patterson, George Rowley, Art Stevens
- Superviseur Layout : Don Morgan
- Assistant Layout : John Jensen, Art Stevens
- Key Layout : John Tucker
- Layout : Hal Ambro, Mary Blair, Bruce Bushman, Al Budnick, Don DaGradi, Oscar Dufau, Robert Givens, Yale Gracey, David Élevé, Dave Hoffman, Jack Huber, Ray Jacobs, John Jensen, Volus Jones, Bill Justice, Bill Keil, George Kreisl, Fred Moore, Don Morgan, Ken Muse, Judy Niver, Ernest Nordli, Bob Orrantia, Ed Parcs, Ne Patterson, Ray Patterson, Paul Sommer, Art Stevens, Paul Terry, Carl Urbano, Frans Vischer, Wendell Rondelle
- Animateurs en chef : Hal Ambro, Charlie Bas
- Animateurs : Hal Ambro, Carl Bell, O.E. Callahan, Gabor Csupo, Lee Dyer, Hugh Fraser, George Germanetti, Bob Goe, John Jensen, Volus Jones, Bill Justice, George Kreisl, Rudy Larriva, Bill Litteljohn, Fred Moore, Ken Muse, George Nicholas, Bill Nunes, Bob Orrantia, Ed Parks, Don Patterson, Ray Patterson, Tom Ray, Phil Roman, Paul Sommer, Irv Spence, Art Stevens, Cecil Surry, Carlo Vinci, Ben Washam, Xenia, Woody Yocum, Jack Zander
- Animation complémentaire : Dick Bickenbach, Pete Burness, Shamus Culhane, Philip DeGuard, Al Eugster, George Gordon, Al Grandmain, Ken Harris, Emery Hawkins, Michael Lah, Bill Littlejohn, Ken Muse, Don Morgan, Ray Patterson, Manuel Perez, Tom Ray, Phil Roman, Irv Spence
- Animation complémentaire : Dick Bickenbach, Pete Burness, Shamus Culhane, Philip DeGuard, Al Eugster, George Gordon, Al Grandmain, Ken Harris, Emery Hawkins, Michael Lah, Bill Littlejohn, Ken Muse, Don Morgan, Ray Patterson, Manuel Perez, Tom Ray, Phil Roman, Irv Spence
- Co-Animateur : Morey Reden
- Effets : Harry Amour, A. C. Gamer, Al Grandmain, Bill Tytla
- Supervision décors : Philippe DeGuard, Al Gmuar
- Direction Artistique décors : Ron Clements, Philip DeGuard, Volus Jones, Bill Justice, George Kreisl, Ed Love, Fred Moore, John Musker, Harvey Toombs
- Conception décors : Volus Jones, George Kreisl
- Décors clés : Xavier Atencio, Volus Jones, Bill Justice, George Kreisl, Fred Moore
- Peintres décors : Hal Ashmead, Philip DeGuard, Joseph Dommerque, Jules Engel, John Ford, Robert Doux, John Didrik Johnson, Jac Kinney, Robert Petit, Anton Loeb, Shane Miller, Montealegre, Ken Muse, Rosemary O'Connor, De L'Art Riley, Thelma Witmer, Irv Wyner
- Peintres décors additionnels : Jules Engel, Rosemary O'Connor, Philip DeGuard
- Assistants Peintres: Irv Wyner, George Kreisl
- Cameramen Vidéo : Ed Aardal, Hal Ambro, Carl Bell, Ed Barge, Hugh Fraser, Bob Goe, Harry Holt, Volus Jones, Bill Justice, Milt Kahl, George Kreisl, Fred Moore, Ken Muse, Bill Nunes, Bob Orrantia, Ed Parks, Don Patterson, Ray Patterson, Fred Quimby, Tom Ray, George Rowley, Paul Sommer, Art Stevens, Paul Terry, Carl Urbano, Frans Vischer, Wendell Washer
- Superviseur Caméra : Jerry Mills
- Titrage : Iraj Paran, Tom Wogatzke
- Cadreurs : Wally Bulloch, Jim Dixon, Nick Vasu, Jack Stevens, Roy Hutchcroft, Duane Keegan
- Superviseur couleur : Norman Deming
- Couleur : Phyllis Craig
- Supervision Encrage et Peinture : James Stewart, Hedy Lamarr
- Encreurs/Peintres : Britt Allcroft, Steve Asquith, Ben Cain, Michael Dixon, Bob Gauld Gaillers, Nashreen Kahn, Lee Lighting, Andrea MacArthur, David Mitton, Terry Permane
- Xerox : Star Wirth
- Coordinateur Expédition : Kevin Shaw
- Superviseur doublage : Pat Foley
- Monteur Musique : Joe Sandusky
- Monteurs Effets : Horta Editorial, Sue Brown, Catherine MacKenzie, Terry Moore, Joe Sandusky
- Ré-Enregistrement : Todd-A. O.
- Monteur Ré-Enregistrement : Chris Jenkins
- Consultant Négatif : William DeBoer, Jr
- Superviseur Post-Production : Joed Eaton
- Directeur Post-Production : Joed Eaton
- Titres : Westheimer Company
- Adaptation française des chansons : Claude Lemesle

## Distribution
- Lorne Greene (VF : Armand Mestral) : grand-Père
- Margery Gris (VF : Marie-France Sillière, voix parlée ; Julie Bataille, chant)  : Heidi
- Fritz Feld (VF : Pierre Doris) : Sebastian
- Jeanne Gerber (VF : Micheline Dax) : Peggy Rottenmeier
- Pamelyn Ferdin (VF : Amélie Morin, voix parlée ; Virginie Constantin, chant)  : Clara
- Roger DeWitt (VF : Vincent Ropion, voix parlée ; Olivier Constantin, chant)  : Pierre
- Virginia Gregg (VF : Danielle Volle) : Tante Deta
- Richard Erdman (VF : René Roussel) : Monsieur Sesemann
- Michael Bell (VF : Patrick Poivey, voix parlée ; Olivier Constantin, chant)  : Willie
- Janet Waldo (VF : Nathalie Juvet) : Toinette
- Peter Cullen : Le chien Gruffle
- Frank Welker : Le teckel Schnoodle/Le hibou Couky
- Michael Winslow : Voix de la Montagne
- Sammy Davis Jr (VF : Carlos) : Le Roi des rats

## Vidéo
Le film est sorti en VHS en 1985 aux États-Unis chez Worldvision Home Video. GoodTimes Home Video (dans leur marque pour enfants Kids Klassics label) a ressorti le film sur VHS en 1988. Turner Home Entertainment a donné au film une dernière sortie VHS re-sortie en 1998. Warner Home Vidéo sorti le film sur DVD pour la première fois le 31 juillet 2012 par la Warner Archive.